# دنیای مطبوعاتی آقای اسراری
دنیای مطبوعاتی آقای اسراری نمایشنامه‌ای است در هفت صحنه از بهرام بیضایی، نوشته به سالِ ۱۳۴۴. بیضایی در این نمایشنامه مسئلهٔ نویسندگی و مالکیّتِ سخن و مطبوعات آزاد را برمی‌رسد.

## داستان

### صحنهٔ یکُم
آقای اسراری، مدیرِ میانه‌سالِ هفته‌نامهٔ نیمه‌ورشکستهٔ ایران مصوّر، در اتاقِ کارش در زیرزمینِ ساختمانی بزرگ چشم به راهِ زنش است که برسد تا چند روزی به سفر بروند. کارهای مجلّه فراوان است. تلفن پی‌درپی زنگ می‌زند و مصحّح و حسابدار و کارپرداز و مستخدم در رفت‌وآمدند. محمود شیرزاد، که حروفچینِ بیست‌ونه‌سالهٔ مجلّه است، به دفترِ مدیر می‌آید و گله می‌کند که داستانی که نوشته و برادرزادهٔ مدیر، جهانگیر اسراری، پسندیده و در شمارهٔ کنونیِ مجلّه چاپ شده به نامِ جهانگیر اسراری چاپ شده است. مدیر شگفت‌زده می‌شود که این جوانکِ ناشناس داستان نوشته. او به برادرزاده‌اش زنگ می‌زند و گفتگو می‌کند. سپس شیرزاد را دست‌به‌سر می‌کند و نویدِ کارِ بهتری می‌دهد تا بتواند بیشتر کمک‌حالِ مادر و برادرِ ناتوانش در شهرستان باشد. مستخدم می‌رسد و می‌گوید که همسرِ مدیر رسیده، و مدیر به پیشوازش می‌شتابد.

### صحنهٔ دوّم
مدیر: خیلیها مایلن داستان بعدی این نویسنده رو بخونن.
شیرزاد: کدوم نویسنده؟
مدیر: چه فرق می‌کنه؛ اصل خود اثره نه اسمی که پای اون گذاشته می‌شه!— صحنهٔ دوّم
داستانِ شیرزاد با امضای جهانگیر اسراری گُل کرده و مجلّه امید یافته تا از ورشکستگی به در آید. عکّاس از کارمندان مجلّه و از اسراری عکس می‌گیرد و همگی شادمانند، که ناگهان مدیر − زودتر از موعد − پیدا می‌شود. هنگامی که مدیر با برادرزاده‌اش − چشم و چراغ خانواده − تنها می‌شود، به وی عتاب می‌کند که این اشتباه نبوده و او دانسته داستان شیرزاد را به نام خودش چاپ زده است. اسراری به عمویش می‌گوید که شیرزاد چندین داستان دیگر هم دارد. و سرانجام تصمیم می‌گیرند که همین راه را ادامه دهند و اسبابِ پیشرفت مجلّه را فراهم کنند. پدرزنِ مدیر هم − که مدیر برای جلب مشارکت مالی او به سفر رفته بود − از پس این کامیابی حاضر شده تا سهامدار بشود. شیرزاد، که اینک از حروفچینی منتقل شده و کار اداری می‌کند، نزد مدیر می‌آید. مدیر به او می‌گوید که بنا نیست اشتباه چاپی شماره پیشین را در شماره نو تصحیح کنند، چراکه حیثیت مجلّه آسیب می‌خورد؛ و شیرزاد باید به فکر این کارمندان بیچاره باشد که از این مجلّه نان می‌خورند و در واقع اصل مطلب است که اهمیّت دارد و نه نام نویسنده و این که شیرزاد باید به فکر برادر ناتوان و مادر تنهایش هم باشد و اگر همکاری نکند اخراج می‌شود و اگر شکایت کند نمی‌تواند شکایت را به نتیجه برساند و اگر با رقبای مجلّه همکاری کند، حتّی رقبا همکارشان را به دشمن برتری می‌دهند. شیرزاد، ناگزیر از همکاری، از برگشتن به حروفچینی چشم می‌پوشد، چِک مدیر را می‌پذیرد، و به داستان نوشتن می‌پردازد. مدیر آگهی‌ها را گران می‌کند و اجاره‌نشینانِ بخش‌های دیگر ساختمان را بیرون می‌کند و به کارهای مجلّه سامان می‌دهد. داستان‌های شیرزاد − با امضای اسراری − یکی پس از دیگری پرفروش است. مدیر در اندیشهٔ کتاب داستان آقای اسراری است.

### صحنهٔ سوّم
محمدی: من بیمه شده‌ام. انواع اطمینان‌ها به من داده شده. دیگر مصون، و در سلامت مطلقم. امراض دیگر به نزدیکی من نزدیک هم نمی‌شوند. کارت بیمه‌ام را نشان می‌دهم و همه‌شان از من می‌گریزند. حتّی مرگ هم از من در وحشت است . . .— صحنهٔ سوّم
مستخدم و اسراری در اشکوب بالاتری از ادارهٔ مجلّه هستند. مستخدم اسراری را به جشنی فرامی‌خواند که همکاران در کافهٔ سر خیابان برایش گرفته‌اند. اسراری نامی درکرده و نامه از پی نامه و تلفن از پی تلفن سراغ او را می‌گیرند. مدیر می‌رسد. اسراری پریشان است و مدیر از دست شیرزاد کلافه. می‌خواهند تا به داستان‌های او دست یابند، مگر بتوانند عذرش را بخواهند و خودشان بمانند و داستان‌های شیرزاد. مدیر گفته تا میز تحریر و وسایل کامل بیاورند تا شیرزاد به اتاق او منتقل شود تا دسترسی به نهانگاه داستان‌هایش آسان‌تر شود. ولی شیرزاد خوش ندارد با مدیر هم‌اتاق شود. مدیر شایعه‌ای می‌سازد که از یکی از داستان‌ها شکایتی شده. شیرزاد می‌شنود و می‌ترسد و همه داستان‌ها را کار اسراری می‌داند و حتّی جای داستان‌ها را در خانه‌اش می‌گوید و کلید می‌دهد تا بروند و بردارند و دست از سرش بردارند. همه شادان به جشن می‌روند و شیرزاد تنها می‌ماند. دختر جوانی از راه می‌رسد که با نویسندهٔ داستان‌های اسراری کار دارد. شیرزاد منکر نمی‌شود و دختر − که او را اسراری می‌پندارد − با او گفتگو می‌کند. شیرزاد از دختر خوشش آمده، و در عین حال از سرنوشت عجیب خودش پریشان است و می‌ترسد که واقعیّت را به دختر بگوید، مبادا دختر خبرکشِ مدیر باشد و مدیر بفهمد که شیرزاد راز را نگه نداشته. شیرزاد قراری برای پس‌فردا می‌گذارد تا گفتگو را در کافه پی بگیرند. دختر می‌رود و اسراری می‌رسد.
دختر: اسم همهٔ این‌ها رو می‌شه گذاشت حس عدم اعتماد.
شیرزاد: [بی‌طاقت] شما چه جور آدمی هستید که با خونسردی همه چی رو اسم‌گذاری می‌کنید؟ خیال می‌کنین با برچسب زدن به هر چیزی شناختیدش؟— صحنهٔ سوّم

### صحنهٔ چهارم
نظریِ عکّاس و علاییِ کارپرداز و افشارپورِ مصحّح و محمّدیِ حسابدار در کافه نشسته‌اند و از افشاگری شیرزاد حرف می‌زنند. شیرزاد گفته که نویسندهٔ داستان‌های اسراری بوده و کارمندان هم روی هم رفته باور کرده‌اند. ولی می‌ترسند که طرفِ شیرزاد را بگیرند. نظری طرفِ شیرزاد را می‌گیرد، ولی محمّدی یادآوری می‌کند که از پسِ همین دروغ و مدیریّت خوب اسراری بوده که همگی سود برده‌اند و به اتاق‌های خوب رفته‌اند و کارشان بهتر شده و اضافه‌حقوقشان رسیده و مجلّهٔ ایران مصوّر به روزگار زرّینش بازگشته. علایی هم به اسراری وفادار است. افشار سرگردان است. ساعت ناهار به پایان می‌رسد و کارمندان از کافه می‌روند. نظری دمی می‌ماند، به پشت کافه می‌رود و شیرزاد از پس پرده نمایان می‌شود. شیرزاد سخن همه را شنیده. نظری شرمگین است. خداحافظی می‌کند و به اداره بازمی‌گردد. باران گرفته. دخترِ محقّق می‌رسد و سر میز شیرزاد می‌رود. شیرزاد پریشان است و نمی‌داند چه کند. از نوشتن بیزار آمده. و از طرفی هم دختر − به تبع استاد راهنمایش − هنوز صددرصد باور ندارد که ادّعای شیرزاد راست باشد. شاگرد کافه می‌خواهد کافه را ببندد. شیرزاد و دختر برای فردا قرار می‌گذارند که باز همدیگر را ببینند. شیرزاد دختر را دوست می‌دارد و دختر هم خودداری ندارد. شیرزاد به اداره می‌رود. دختر کاغذ مچاله‌ای را که شاگرد کافه می‌خواهد به بخاری بیندازد می‌گیرد و می‌خواند. شعرگونه‌ای است تلخ که گویا شیرزاد نوشته و مچاله کرده است.

### صحنهٔ پنجم
مدیر: فقط جهانگیر اسراری نویسندهٔ اون داستانهاست. آیا تو او هستی؟
شیرزاد: خود شما گفتید خیال کن این اسم مستعار توست!
مدیر: من فقط گفتم خیال کن!— صحنهٔ پنجم
شیرزاد نیست. مدیر در اتاقی در طبقه‌ای بسیار بلند از ساختمان خشمگین است و همه را پی شیرزاد می‌فرستد. هوا آفتابی است و باران هم می‌بارد. جنجالی تبلیغاتی با مقالاتی له و علیه اسراری و هویّت نویسندگیش برپا شده و فروش مجلّه را به اوج رسانده. شیرزاد می‌رسد و با مدیر بگومگو می‌کند و می‌کوشد، با این ادّعا که داستان‌ها کارِ خودش نیست و از کسی دزدیده که به زودی از سفر برمی‌گردد، مدیر را بیازارد. شیرزاد منکر می‌شود که مادر و برادری دارد، و می‌کوشد مدیر و اسراری باور کنند که او بوده که از ایشان سوء استفاده کرده. دختر از راه می‌رسد و می‌خواهد اسراری را ببیند. مدیر و اسراری دختر را قانع می‌کنند که شیرزاد شیّاد بوده. دختر نمی‌داند حرفِ شیرزاد را باور کند یا حرفِ اسراری را. ولی، چون بی‌پناهیِ شیرزاد را می‌بیند، دلش با شیرزاد است. اسراری فهرستِ ناشرانی را که دختر به شیرزاد داده بوده می‌گیرد و به مدیر می‌دهد تا هماهنگ باشند و زیر بار این حرف نروند که شیرزاد نویسنده است. اسراری می‌رود که دختر را برساند. شیرزاد به حروفچینی هم بازنمی‌گردد و نمی‌پذیرد که بیش بنویسد و می‌خواهد که برود. مادر و برادرش می‌رسند. او از دیدنِ ایشان نومید می‌شود و ایشان نیز.
دختر: من تا امروز شکست یک مرد رو ندیده بودم. در داستان سوم، شما شکست رو با کلماتی توصیف کرده‌یین که اونو باشکوه نشان می‌ده. مرد با بزرگ‌ترین شکست به اوج می‌رسه؛ عظمت او وقتی بود که از همیشه ناامیدتر بود! . . .— صحنهٔ پنجم

### صحنهٔ ششم
شیرزاد در جستجوی ناشر یا مجلّه‌ای است که داستان‌هایش را چاپ کند. ولی کسی نمی‌پذیردش، حتّی اگر سخنش راست باشد که داستان‌های اسراری کار اوست. نام اسراری است که قیمت دارد. شیرزاد درمانده. حتّی به او کار حروفچینی هم نمی‌دهند، که الگوی بدی برای کارگرانِ حرف‌شنوست. او زمین‌می‌خورد.

### صحنهٔ هفتم
همگی در دفترِ مجلّه در بالاترین اشکوب ساختمانند و دارند آماده می‌شوند که به تماشای نمایشی بروند که دوستان دختر در انجمن هنر از سوّمین داستان آقای اسراری ساخته‌اند. چندی است که داستانی چاپ نشده و نامه‌هایی به دفترِ مجلّه می‌رسد که مشتری‌ها چشم به راه داستان نو هستند. اسراری پریشان و نگران است. مدیر دلداری می‌دهد و دلگرمش می‌کند که شیرزاد بازخواهد گشت و کارها درست خواهد شد. دختر می‌رسد. می‌خواهند اعلام کنند که آقای اسراری از نوشتن کناره گرفته و به این باور رسیده که باید کاری هرچند کوچک کرد؛ که نویسندگی درمان دردهای امروز اجتماع نیست. مدیر دختر را بر آن می‌دارد که آقای اسراری را از این فکر روگردان کند تا باز هم از داستان‌هایش بهره‌مند شوند. شریف، بایگانِ قدیمیِ اداره، می‌آید بالا و خداحافظی می‌کند. او سوّمین بار در زندگی بازنشسته می‌شود. نظری هم نومید شده و می‌خواهد برود، ولی مدیر بازش‌می‌دارد. تحقیقاتِ دختر به انجام نرسیده و هنوز در گمان است و نمی‌داند کدام طرف را باور کند. مهربانی مدیر و اسراری سبب نمی‌شود که بدگمانی او کمرنگ شود. کتابِ آقای اسراری چاپ شده، و بخشی از رسالهٔ دختر را همچون مقدّمه در آن کتاب گنجانده‌اند تا رای دختر را بزنند و به سودِ خود برگردانند. برف بندآمده، باران گرفته و غروب است و وقتِ رفتن به تماشا. زنِ مدیر از آرایشگاه رسیده و همه مهیّای رفتنند. اسراری دختر را برده تا حروفچینی را نشانش بدهد. آنجا یک حروفچین می‌خواهند. مدیر می‌خواهد از طریقِ دخترْ شیرزاد را به مجلّه بازگرداند تا باز هم داستان‌های آقای اسراری − که مدیر هنوز هم نفهمیده چرا این همه ارزشِ ادبی دارد − ادامه پیدا کند. شیرزاد در کافه دیده شده. مدیر و اسراری نمی‌توانند دختر را قانع کنند که دست از تردید بشوید و باور کند که اسراری نویسندهٔ داستان‌هاست. دختر از اسراری خوشش نمی‌آید و باورش نمی‌شود. دختر نومید و تلخ است و می‌خواهد پژوهش را رها کند و نه اسراری و نه شیرزاد را ببیند. کتاب از چاپخانه می‌رسد. همه آمادهٔ رفتنند. موافقتِ امتیازِ نشریاتِ اقماریِ ایران مصور و پیشنهادهای ترجمهٔ داستان‌های آقای اسراری رسیده. مدیر آگهی کتاب را به علایی دیکته می‌کند تا با خطّ درشت بنویسد و به روزنامه‌ها برساند. همه راه‌می‌افتند که به نمایش برسند، و دختر پیشاپیشِ همه؛ ولی هنگامِ خروج شیرزاد پیدا می‌شود، که خیس از باران است، و برگشته که در حروفچینی کار کند، و بجنگد. مدیر موافق است.

## متن
بیضایی این نمایشنامه را پاییزِ سالِ ۱۳۴۴ نوشت. کتابش نخستین بار بهارِ ۱۳۴۵ به وسیلهٔ انتشاراتِ مروارید به چاپ رسید: نمایشنامه‌ای در شش صحنه. در چاپِ بعدی، به سالِ ۱۳۵۵، نویسنده متن را به صورتِ دلخواهش درآورد: هفت صحنه. سالِ ۱۳۸۲ نیز نسخه‌ای بازنگریسته با شکسته‌نویسیِ مناسبِ نمایش در جلدِ یکُمِ دیوان نمایش به چاپ رسید. همین متن در زمستانِ ۱۳۹۸، پس از بیش از چهل سال، باز به صورتِ کتابی جداگانهٔ رسمی منتشر شد، به وسیلهٔ انتشاراتِ روشنگران و مطالعات زنان.

## نمایش
بیضایی این نمایشنامه را به نمایش درنیاورده است. ولی علیرضا مجلّل اندکی پس از سالِ ۱۳۶۷ این نمایشنامه را با اجازهٔ نویسنده در چند شهرِ سوئد بر صحنه برد.

## در فرهنگِ مطبوعاتی
نویسندگانِ دیگری گاه از نامِ «محمود شیرزاد» استفاده کرده و در مطبوعاتِ فارسی به این نام قلم زده‌اند؛ و «محمود شیرزاد» نامِ مستعارِ بیش از یک نویسنده بوده است. یک نمونه از این قرار است:
- گرینبلت، استیون (۱۸ آبان ۱۳۹۵). ترجمهٔ محمود شیرزاد. «انتخابات ۲۰۱۶ در حکایت شکسپیر». کرگدن (۲۷): ۱۲−۱۳.